# Fiacre (hippomobile)
Pour les articles homonymes, voir Fiacre.
 (octobre 2017).
Le fiacre est un ancien véhicule hippomobile urbain destiné au transport de passagers, en général doté de quatre roues et de suspensions. Le terme de fiacre répond plus à sa fonction qu'à un type particulier : le fiacre d'hiver, fermé, correspond à un coupé, tandis que la forme d'été, ouvert, est plutôt le cabriolet-milord ou landau.

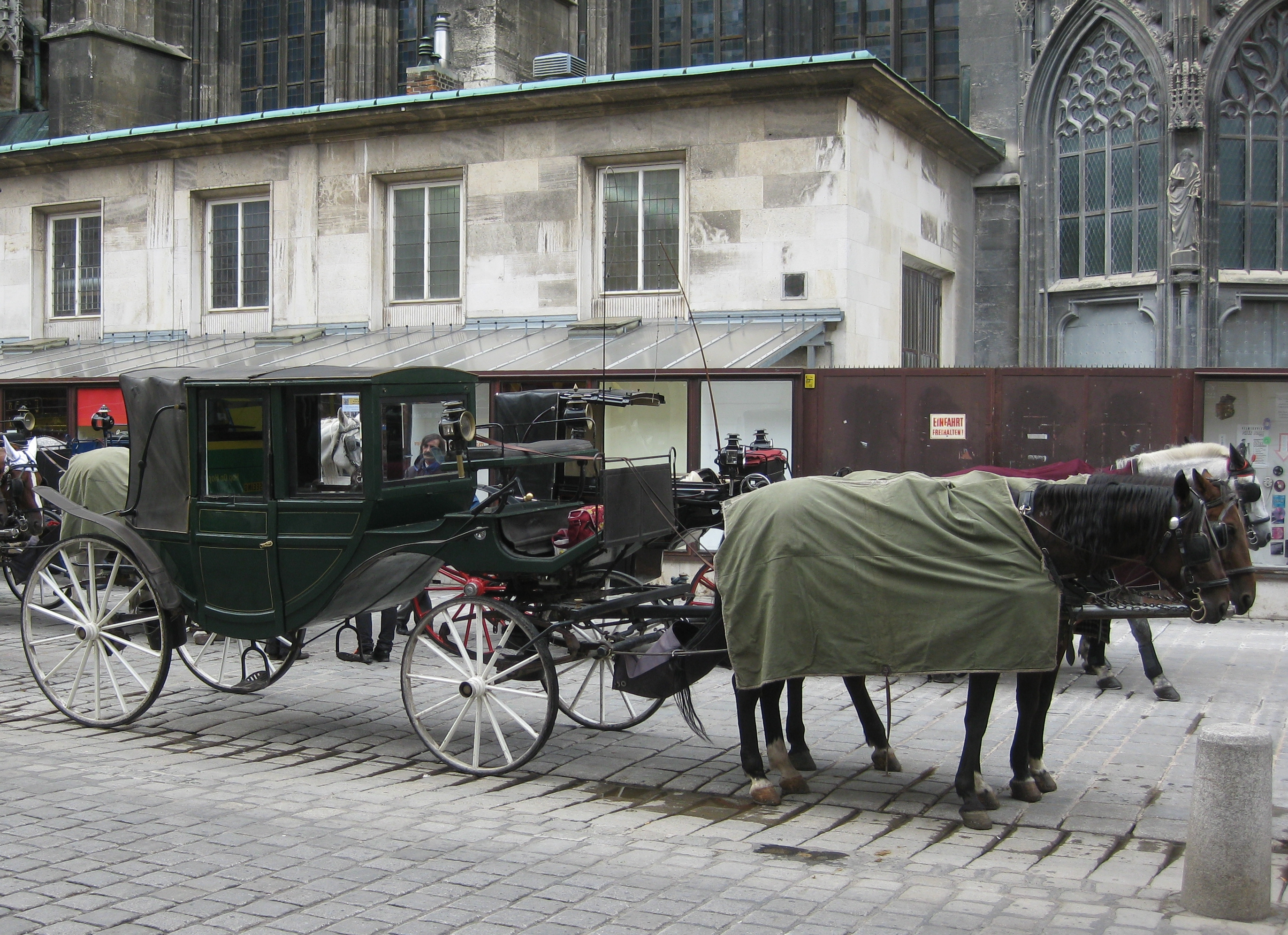
Fiacres viennois, Autriche.

## Historique
Le fiacre urbain, privé ou loué, s'est développé dans la première moitié du XIXe siècle proportionnellement aux besoins de la classe moyenne, avec des compagnies de fiacres, avant d'être supplanté par les transports en commun et les taxis automobiles (parfois dénommés « fiacres » à leurs débuts). Tiré par un, voire deux chevaux, le fiacre est une voiture de louage conduite par un cocher qui réalisait des transports de personnes dans un périmètre déterminé, à la demande, et pour une certaine durée. La dénomination française vient de l'« Hôtellerie Saint-Fiacre », située à Paris, à l'angle de la rue Saint-Martin et de l'impasse Saint-Fiacre, qui en louait,,, et s'est répandue en allemand (Fiaker) mais la pratique du transport en location à la course existait aussi sous d'autres noms en Europe et Amérique du Nord (anglais hackney, slave дрожки drojki ou фякръ fiakre, hongrois szállítás, roumain birjã , turc taşım…).

### Les fiacres à Paris

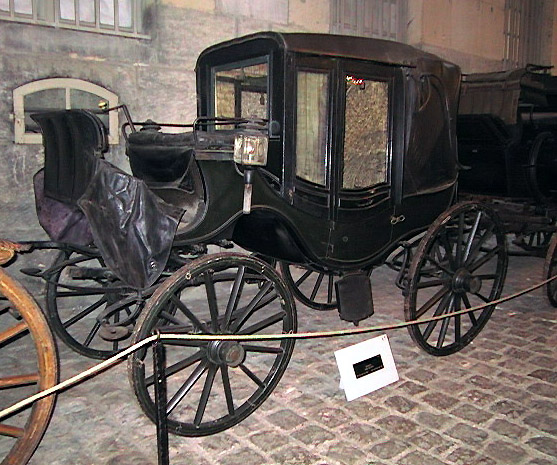
Fiacre de 1830 - Musée de Compiègne.

L'origine des fiacres à Paris semble être la concession accordée en 1620 à des propriétaires de carrosses pour opérer ce type de transport, alors accessible à la bourgeoisie. La fabrication du corps du véhicule en bois lui a valu l'appellation  argotique de « sapin ».
En 1855, est fondée la « Compagnie impériale des voitures » (CIV) : la ville de Paris accorde une concession à trois compagnies, l'« Urbaine », « Camille & Cie » et la « Compagnie générale des omnibus » (transport en commun) qui souhaitent exercer la fonction de transporteur des passagers, suivant un tarif officiel, qui est fixé à l'heure d'occupation. Certaines courses pouvaient atteindre la somme de 20 francs, un prix alors considérable, mais la moyenne est de 2 francs de l'heure, tarif non pas imposé mais suggéré par la ville dès 1800 : cette relative imprécision sera source de nombreux conflits durant le siècle. La CIB devient après 1870, la Compagnie des petites voitures. En 1898, elle devient la « Compagnie générale des petites voitures » (CGPV), prenant un monopôle, qui englobe aussi les services de transport automobile, toujours sous la concession de la ville de Paris et dont le siège est à Aubervilliers. Un an plus tôt, le responsable de la CGPV avait ramené de Londres un modèle de cab électrique, et développe son propre modèle en ses usines. Par métonymie, le terme de fiacre, à l'usage, s'est étendu à tous les véhicules de louage hippomobiles et même automobiles à partir des années 1890. 

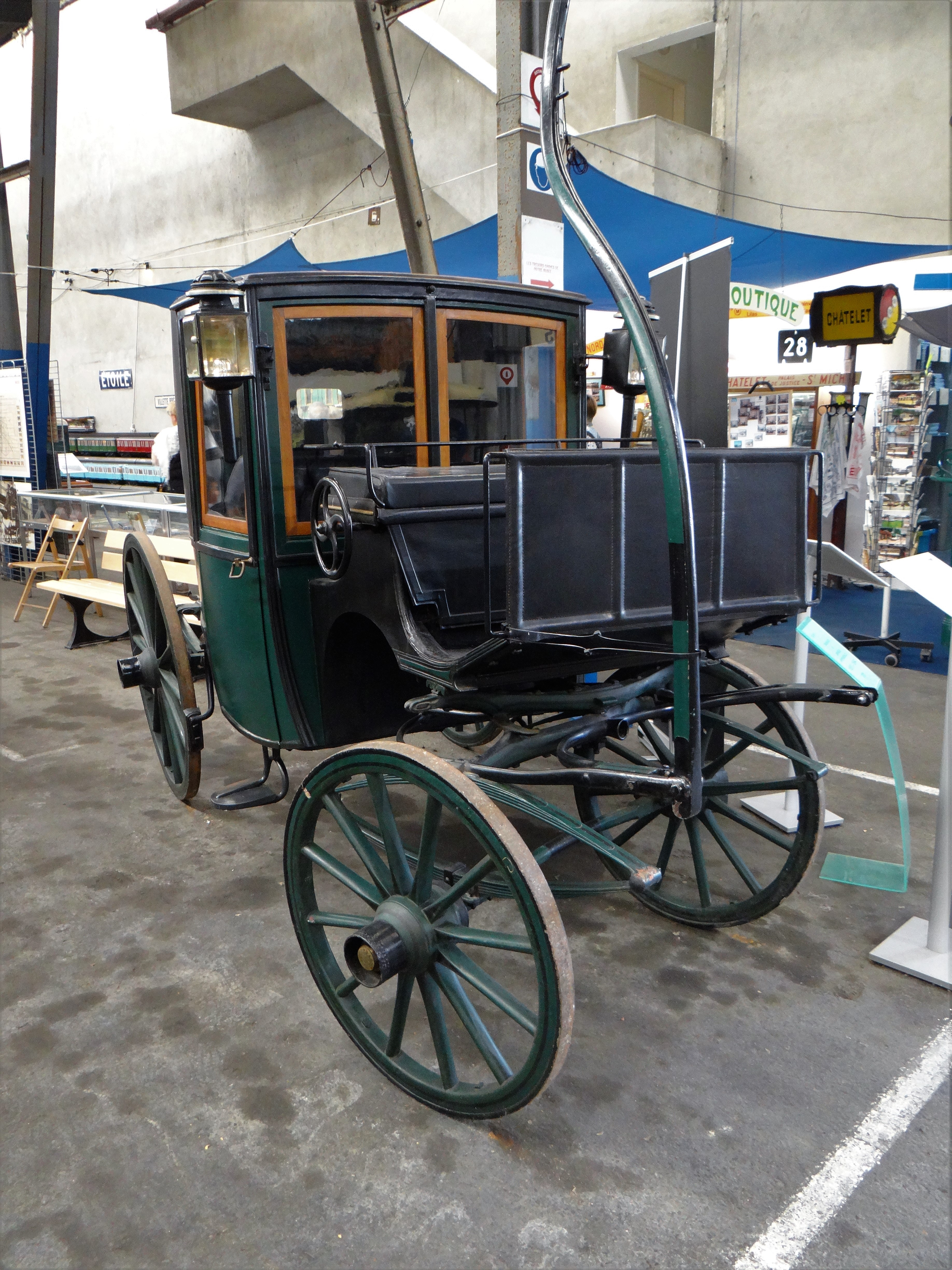
Fiacre à 2 places Poitrason (type Binder) de 1838.

À la fin du XIXe siècle, les fiacres de Paris sont numérotés et payent à la ville un droit de stationnement d'un franc par jour, plus un droit annuel. Les propriétaires repoussaient chaque année le remplacement, en automne, des voitures découvertes par les fiacres fermés, plus lourds, plus coûteux en stationnement et plus chers à entretenir, au point qu'« il ne faut rien moins chaque année qu'une campagne de la presse quotidienne pour obtenir que les loueurs de voitures et les compagnies » s'y décident. Arrivés en fin de vie (environ dix ans sur le pavé parisien) et ne pouvant plus être « réparés ni maquillés par un badigeonnage savant », leurs ferrures étaient recyclées par les Auvergnats de la rue de Lappe pendant que les boiseries étaient appréciées par les peintres pour leur stabilité. Les fiacres à quatre places en vis-à-vis avec galerie étaient propres au service des gares de Paris.
Vers 1906, les premières femmes cochers parisiennes apparaissent et font la chronique, tandis que se généralise le taximètre.

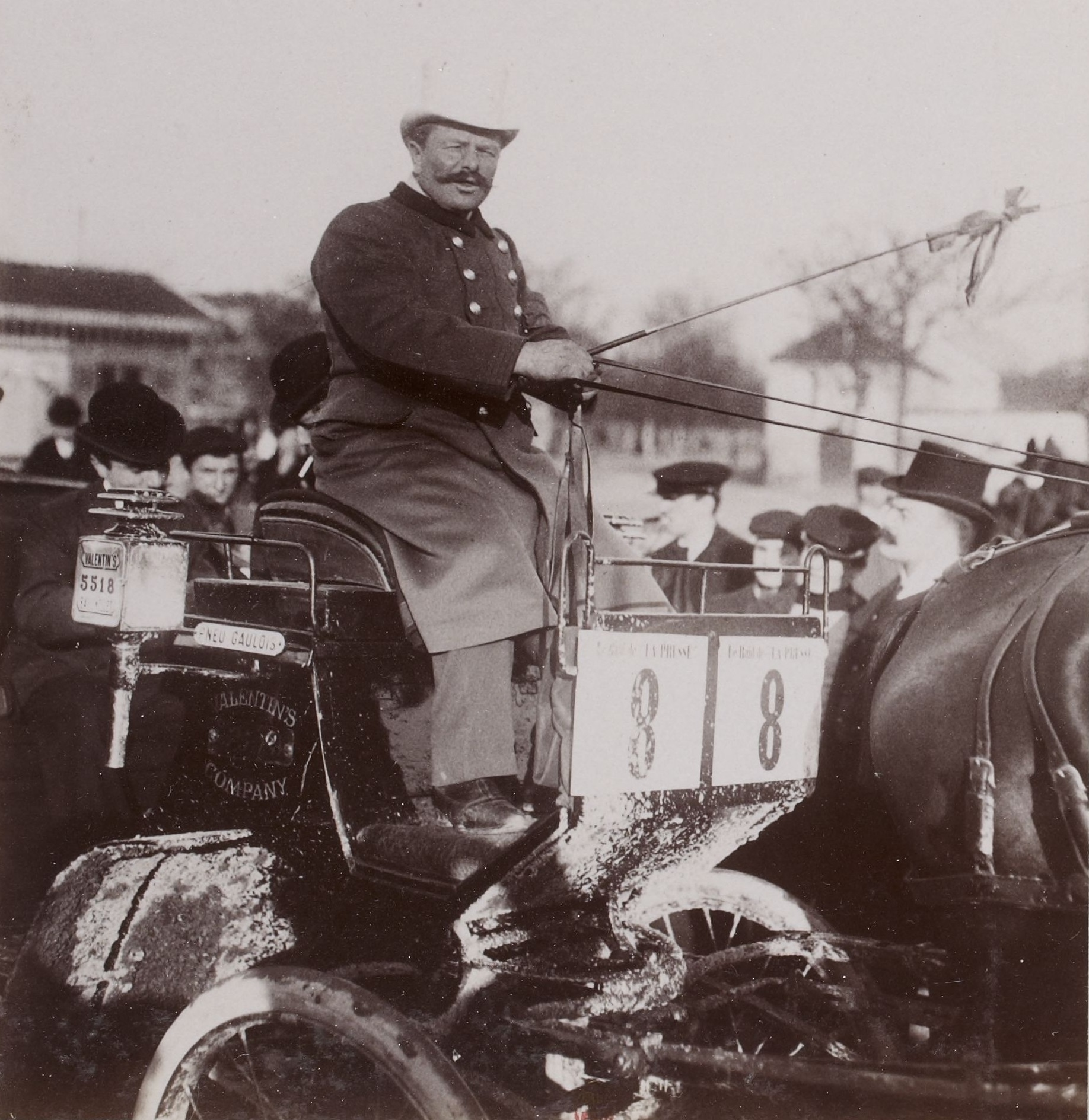
Jonquard, cocher vainqueur de la Course des fiacres de Paris, le 13 novembre 1904 à Suresnes par La Presse (pneus « Le Gaulois »).

## Les fiacres dans la culture populaire
Compte tenu des origines du nom français et allemand de ce véhicule, Saint Fiacre a naturellement été considéré comme le patron des voitures de louage puis, plus tard, des taxis. 
Symboles d'une époque disparue, celle du « moteur à crottin », les fiacres et leurs cochers (surnommés automédons ou « collignons ») se prêtaient parfois à des « courses d'alcôve » permettant des adultères fugitifs, rideaux fermés. Le jeune avocat Léon Fourneau faillit être écrasé par un cocher distrait par les ébats du couple qu'il véhiculait. Il en tira une chanson comique, Le Fiacre (1888) qui devint une « scie » (aujourd'hui, un tube ou un hit) et qui apporta fortune et gloire à la chanteuse Yvette Guilbert. La souplesse des suspensions et le tangage évocateur du fiacre en « course d'alcôve » étaient à la Belle Époque un thème de plaisanteries grivoises qu'Alphonse Allais évoque dans l'un de ses contes humoristiques.